# 弗里福克斯 (亞利桑那州)
弗里福克斯（英語：Three Forks）是位於美國亞利桑那州阿帕契縣的一個非建制地區。該地的面積和人口皆未知。

## 地理
弗里福克斯的座標為33°51′17″N 109°18′51″W / 33.85472°N 109.31417°W，而該地的平均海拔高度為2507米（即8225英尺）。